# 摩泽尔河畔艾
摩澤爾河畔艾（法語：Ay-sur-Moselle，法語發音：[ɛ syʁ mɔzɛl]；洛林法兰克语：Welsch Esch）是法国摩泽尔省的一个市镇，属于梅斯区。

## 地理
摩泽尔河畔艾（49°14'36"N, 6°12'26"E）面积4.69 平方千米，位于法国大東部大區摩泽尔省，该省份为法国东北部内陆省份，是洛林的一部分，西南接默尔特-摩泽尔省，东临下莱茵省，北与卢森堡和德国接壤。
与摩泽尔河畔艾接壤的市镇（或旧市镇、城区）包括：布斯、埃讷里、阿贡当日、蒙德朗日、吕朗日莱蒂永维尔、塔朗日、特雷姆里。

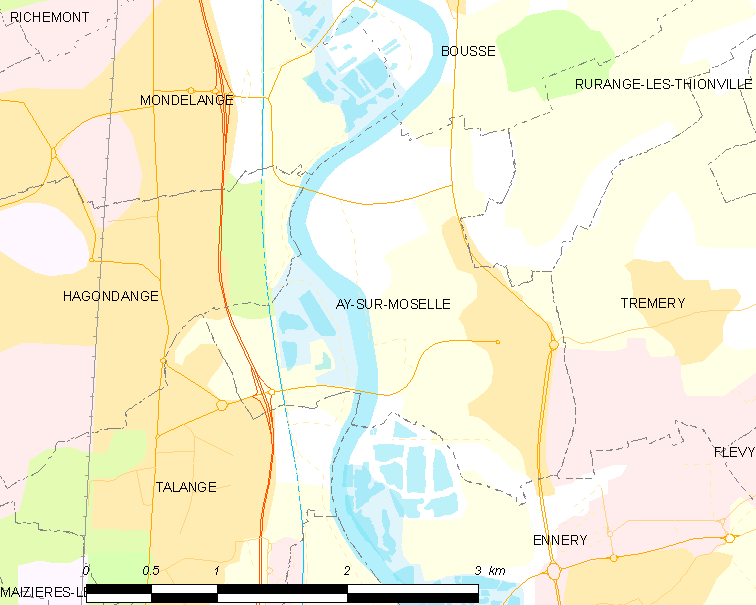
摩泽尔河畔艾的OSM定位图

摩泽尔河畔艾的时区为UTC+01:00、UTC+02:00（夏令时）。

## 行政
摩泽尔河畔艾的邮政编码为57300，INSEE市镇编码为57043。

## 政治
摩泽尔河畔艾所属的省级选区为梅斯地区县。

## 人口

1962-2008年间摩泽尔河畔艾人口变化图示

摩泽尔河畔艾于2022年1月1日时的人口数量为1614人。